# Hucianka (Góry Izerskie)
Hucianka (niem. Hüttenhübel, 548 m n.p.m.) – zalesiony szczyt w północnej części Gór Izerskich.
Hucianka położona jest w północnej części Grzbietu Kamienickiego, w bocznym ramieniu odchodzącym od Kowalówki ku północy. Jest najdalej na północ położonym wzniesieniem Gór Izerskich.
Zbudowana jest ze skał metamorficznych – gnejsów i granitognejsów oraz łupków łyszczykowych, należących do bloku karkonosko-izerskiego, a ściślej jego północno-wschodniej części - metamorfiku izerskiego. W północnej części przebijają je trzeciorzędowe bazalty. W łupkach łyszczykowych wydobywano w latach 1769–1840 rudy kobaltu, z których produkowano farbę - błękit kobaltowy.

## Turystyka
Zachodnim zboczem przechodzi szlak turystyczny:
- żółty - szlak z Przecznicy na Rozdroże Izerskie i dalej